# Cittareale
Cittareale es una comuna italiana de 437 habitantes perteneciente a la Provincia de Rieti. Se alza sobre el valle junto al antiguo  Vicus Phalacrinae , pueblo en que nació el emperador romano Tito Flavio Vespasiano en el año 9 d. C.
Con ocasión al dos mil aniversario del nacimiento de Vespasiano se han llevado a cabo excavaciones arqueológicas en esta localidad desde el 2005 con resultados muy interesantes.

## Ubicación
La comuna de Cittareale, perteneciente a la provincia de Rieti, en la región del Lacio y antiguamente de la Sabina, está situada sobre una colina circundada por montes elevados entre los confines del Abruzo y Umbría. Al sur del Monte Pozzoli que es el más elevado del grupo de Cittareale. 
Es muy rica en agua que desciende de los montes para formar el río Velino.

## Historia
Cada etapa de la historia de Cittareale se vive en focos habitables diferentes de la misma región, distantes entre ellos sólo un par de kilómetros. Así los primeros habitantes vivirían en Falacrina durante la época prerromana y romana junto a la Via Salaria, después durante las invasiones bárbaras pasarían a Cupello y más tarde a fundar Cività Reale, o Cittareale.

### Falacrina
Falacrina es el nombre de la localidad antigua, del tiempo de los sabinos y que en el tiempo de los romanos era una posta de la Vía Salaria. De esta pequeña aldea y, probablemente de otros pequeños grupos habitables cercanos, se fundó mucho tiempo después Cittareale.
De Falacrina nos habla Suetonio en la Vida de los 12 Césares como una pequeña aldea de los Flavios, dinastía que dio 3 emperadores a Roma (Tito Flavio Vespasiano, Tito y Domiciano), en la que nació Vespasiano. El origen del nombre de Falacrina deriva de Falacro, divinidad sabina tan antigua que ya se olvidaba en la Roma Republicana y solo hacían recuerdo los sacerdotes Flamini en sus rituales.
Actualmente un grupo de arqueólogos italianos y británicos está llevando a cabo excavaciones en el área de Falacrina con resultados inesperados.

### Época Prerromana
En la localidad de Falacrina se encuentra la Iglesia de San Silvestre en Falacrina que nos puede hacer vislumbrar lo que fue esta localidad en tiempo prerromano y republicano, no por la Iglesia misma, obviamente, sino por lo que está debajo de ella.
La hipótesis más fascinante es que dicho nombre Falacrina deriva de la presencia en aquel lugar de un antiquísimo templo dedicado a Falacro, divinidad sabina. Al encontrarse en territorio sabino otra Iglesia dedicada al mismo santo, con muy similar construcción estructural y aquella sobre la base de un templo romano del 300 a. C., y si se considera que el Papa Silvestre I en el siglo III d.C. predicó en territorio sabino, se puede pensar que la Iglesia de San Silvestre en Falacrina esté vinculada a un culto pre cristiano sabino-romano. La Iglesia de San Silvestre en Falacrina tiene una historia muy interesante aunque esta pertenece al período Medieval.

### Época Republicana (Las excavaciones en Falacrina)
El hallazgo de un fragmento de la base de una estatua sobre la cual se puede leer 14 versos saturnios con el elogio de un personaje cuyo nombre sigue desconocido, ha llevado a realizar excavaciones en el área con resultados sorprendentes. El texto que se lee en el fragmento se refiere a un comandante (cuyo nombre sigue sin conocerse) que participó en la guerra Social (91-88 a.C), conflicto que enfrenta a Roma con sus aliados itálicos, en rebelión para exigir y obtener la ciudadanía romana.
Ésta es una de las más importantes inscripciones republicanas descubiertas en los últimos años. Y se hace necesario identificar el contexto de donde proviene, y destacar la importancia del sitio de hallazgo: Flacrinae, lugar de origen de Vespasiano (70-79 d. C.) y a punto de cumplir el dos mil aniversario (en 2009) del nacimiento de aquel emperador de la dinastía Flavia de la cual es su fundadador. 
Las excavaciones eran necesarias para despejar dudas acerca de si el lugar donde se encuentra la Iglesia de San Silvestre en Falacrina es el sitio exacto donde se encontraba Falacrina (aunque numerosos indicios convergían para afirmar esto).
La primera excavación se llevó a cabo en agosto de 2005 con la participación de la Superintendencia sobre los bienes arqueológicos del Lacio (Dra. Giovanna Alvino) de la British Scool of Rome (Dra. Helen Patterson) y de la Universià di Perugia (prof. Filippo Coarelli). 
Se escogió la localidad de Pallotini (sitio del hallazgo) para llevar a cabo las excavaciones. El resultado de esta primera intervención sobrepasó las expectativas. Se ha devuelto a la luz un gran edificio republicano del año 100 a. C. aproximadamente de donde procede la inscripción. A pesar de las malas condiciones en que se encontraron los restos del edificio (cimientos, fragmentos de muros, cornisas, ladrillos de terracota, etc.) fue posible proponer una reconstrucción: El aspecto general es el del domus con atrio a cuatro columnas (tetrástilo) pero privada de estancias y habitaciones. Este edificio era un lugar destinado empadronar y enrolar a las tropas y ejércitos deportivo-militares de la juventud local.
En el área se reconoce también un campus  (lugar destinado para tales ejercicios). Estas estructuras, el domus y el campus, atestiguan la posición político-militar de esta área, particularmente en el tiempo de la guerra Social cuando los sabinos y falacrinos ya son ciudadanos romanos y se encuentran en primera línea en el asedio romano a Ascoli, uno de los episodios centrales de la guerra. Es verosímil pensar que la inscripción republicana se refiera al comandante del asedio, Pompeyo Starbone (el padre de Pompeyo Magno) aunque quepan otras posibilidades, como por ejemplo Sertonio, sabino de Nurcia, que participó en la guerra como comandante.
Entre el IV y VII siglos después de Cristo, el edificio ya destruido desde hacía tiempo, es ocupado por una necrópolis único testimonio de aquel período que coincide con las Guerras Góticas y la invasión lombarda. En la campaña del 2005 se inhumaron cerca de 30 tumbas en las que se encontraron diversos objetos que anuncian ya rasgos del cristianismo y también se encontró una fíbula o hebilla en forma de disco con la representación de una pareja danzando y junto a ella sus nombres respectivos Romanus y Anastassia (s. V-VI).
Los hallazgos en este sitio vienen a cubrir una laguna cronológica de la zona entre los últimos documentos romanos y las primeras referencias medievales (siglo IX).
La siguiente campaña se ha concentrado en zonas: la localidad de Pallottini (con el fin de terminar las excavaciones en la de la necrópolis, y el área sur de la fracción de Vezzano donde material arqueológico encima de la superficie señala un antiguo asentamiento.
Este trabajo arqueológico es el primer ejemplo de exploración amplia de un vicus (el tipo de asentamiento no urbano universalmente difundido en toda el área de los Montes Apeninos de Italia central y meridional. “Las excavaciones de Falacrina constituirán el ejemplo piloto para el conocimiento del hábitat itálico y de sus formas características de asentamiento.

### Época Imperial
No hay muchos datos de este período pero sin duda la rol de esta localidad en el Imperio romano debió ser privilegiada ya que allí se encontraba la villa de los Flavios y como se ha dicho muchas veces es cuna de Vespasiano. De la dinastía de los Flavios fueron tres emperadores, Vespasiano, Tito y Domiciano. Era además una estación de la Vía Salaría, importante camino desde Ostia en el Mar Tirreno hasta los Montes Apeninos en la red imperial.

### Época Medieval (Cupello y Capo D’Aqua)
Como es sabido el cristianismo llegó a ser la religión oficial del Imperio romano en el siglo IV, pero durante este siglo y el siguiente, por presión del Emperador bizantino León I, los bárbaros y los iconoclastas destruían las imágenes de los templos. Los fieles cristianos, para preservar las imágenes religiosas preferían enterrarlas o esconderlas en lugares recónditos en espera de recuperarlas más tarde. Este fue el caso de la comunidad cristiana que habitaba en Falacrina, que poco a poco abandonó su localidad junto a la Vía Salaria y fue a vivir a lugares menos expuestos y lo mismo hizo con sus imágenes de culto. Con el tiempo y por las vicisitudes, el recuerdo de los lugares donde se encontraban las imágenes se fue borrando. Siglos después, un 7 de mayo, entre el siglo X y XI (no se conoce el año exacto), una pequeña pastora encontró una imagen de la Virgen en el monte conocido como Coste delle Croci. Cerca de ese lugar, tiempo después, se construyó una capilla y más tarde en un santuario que hoy se conoce como santuario de la Madonna de Capo D´Aqua. Este santuario, en 1153, fue consagrado como parroquia por una bula del Papa Anastasio IV.
Al pie de este santuario sobre la colina donde estaba la pequeña ciudad de Apolinia, se refugiaron las habitantes de Falacrina de las continuas guerras e invasiones barbáricas y abandonaron sus casas que se encontraban al lado de una vía transitable para evitar ser aterrorizados constantemente. Así surge Cupello y la actual Scanzano acogiendo a la gente que habitó el primitivo pueblo destruido y arrasado que se encontraba en torno de la actual Iglesia de San Lorenzo sobre la Vía Salaria.

### Cività Reale
El nacimiento de Cività Reale o Città Reale es controversial. Algunos afirman que fue fundada sobre las ruinas de la mítica Apolinia por el Rey Manfredo en 1261. Esta hipótesis de Di Cessare del 1837 es la que ha encontrado mayor apoyo por los estudiosos que incluso a veces no han citado su fuente principal. Di Cesare desarrolla su hipótesis enfatizando la labor del Rey Manfredo adjudicándole incluso obras que pertenecen a otra época.
Para Di Cesare la edificación de Cittareale comienza cuando los rebeldes de Erice, son enviados precisamente por Manfredo a edificar una ciudad sobre los restos de la mítica Apolinia. 
La hipótesis es del todo inconsistente porque se debe suponer que Manfredo hubiese invitado a construir una nueva ciudad, y a edificar una de las principales estructuras de defensa de su reino, precisamente a quienes habían obrado contra él en Sicilia y además corriendo ellos con la mayoría de los gastos necesarios para ello.
En 1650 Raimo Ferrocci elaboró una relación histórica de Città Reale sosteniendo que en la fundación está Roberto Anjou. Y que la ciudad nació de la fusión de varios núcleos habitables abandonados en su momento y el principal de ellos era Falacrine .
Antinori en sus apuntes del Siglo XVIII, parece coincidir en la misma hipótesis. Anota que en 1329 el notario Giovanni di Bernardino establece su residencia en Falacrine signo evidente de que no existía aún Cività Reale  que se funda ese mismo año o se encontraba en vías de edificación y hará desaparecer a Falacrina como lugar autónomo.
En 1360, Cittareale aparece ya tasada por los diezmos papales como parte de la diócesis de Rieti. Es difícil dudar que la fundación de Cittareale sea llevada a cabo por Roberto de Anjou como parte de una vasta operación estratégica por reforzar uno de los puntos neurálgicos del confín hacia Casia y Norcia, en un período de evidente expansionismo. La exención fiscal de un 15 % a partir de aquel año para estimular la concentración de la población en el nuevo centro confirma la hipótesis. 
Antinori escribe que Roberto de Anjou en 1332 toma decisiones precisas sobre la defensa de la nueva ciudad que debía estar a cargo de los capitanes de Aquila y la montaña del Abruzo y de los oficiales de las tierras vecinas, puesto que los pobladores de Radeto, Falagrina y Camponesta (de las que se forma la nueva ciudad) frecuentemente eran molestados por invasores. También escribe que probablemente en el valle de Falacrina se encontraba el antiguo vicus (aldea) de Falacrina donde ya no había más que la Iglesia de San Silvestre que era un arciprestazgo.
De hecho en la segunda mitad del siglo XIV Cittareale debía estar ya bastante estructurada. En 1375 un tal Nicola di Allone  en un acta notarial registra las iglesias de San Antonio, San Pedro y Santo Espíritu de Cività Reale.
En 1396 se construyó la Iglesia de María Asunta llamada también Santa Maria in Piazza.y ya en 1383 el rey Luis de Anjou prescribe en su testamento que se celebre una misa para sí y su esposa en la Iglesia Parroquial de Cittareale.
Del siglo XIV y probablemente por obra de Carlos de Anjou data también la Ciudadela o Rocca de Cittareale, interesante en su construcción como fuente histórica y de comprensión de las formas de estrategia y defensa que se usaban en aquella época.

### Terremoto de 1703
A principios del Siglo XVIII toda la región de Italia Central experimentó una terrible catástrofe. Una serie de pequeños y grandes terremotos destruyeron ciudades y aldeas. En ese tiempo ya las comunicaciones mediante periódicos estaba bastante difundida. Periódicos de varias partes de Europa anuncian lo ocurrido. Aquí se traduce solamente un ejemplo que viene de la Gazzeta di Foligno : …Y funestas noticias nos llegan de los efectos deplorables del Terremoto sucedido en Umbría, Sabina, parte del Lacio y la Provincia de Abruzo Ultra el reino, es decir casi todas las explanadas de Norcia, Casia, Visse, Preci, Castel Vecchio, le Crone, Pie de Valle, Montebuffo, Civitareale y todos los lugares anexos, habiendo padecido mucho Orvieto, Bagnarea, Spoleto, Foligno, Monte Leone, Rieti, Tívoli y Aquila, sea por la mortandad de gente o la pérdida de las casa e Iglesias de aquellos lugares.
En Cittareale el terremoto se sintió el 14 de enero a la una cuarenta y cinco de la madrugada. Una fuente dice que cayeron todos los templos y casi todas las casas y hubo más de 500 víctimas y otros tantos heridos .

### Actualidad
Actualmente Cittareale es una pequeña localidad con muy pocos habitantes, 437 según los datos oficiales del 2007. En la página Web de la comunidad (https://web.archive.org/web/20110612021423/http://www.cittareale.it/) se pueden leer todas las actividades que se realizan como las excavaciones en Falacrina y los preparativos para la celebración del 2000 aniversario de Vespasiano a celebrarse en 2009. En la localidad también existe un club de esquí de primer nivel

## Evolución demográfica
| Gráfica de evolución demográfica de Cittareale entre 1861 y 2001 |
|                                                                  |
| Los datos provienen de ISTAT                                     |

## Lugares de Interés
- Iglesia de San Silvestre en Falacrina. No se sabe a exactamente cuando la Iglesia fue construida, hay una placa que fecha la reconstrucción y nueva consagración de la Iglesia el 5 de diciembre de 924. Esa placa además de informarnos la fecha, celebra la gesta del condotiero duque Archiprando de Rieti, llamado también Takebrando, contra los Sarracenos en Tremula Mutesca (actual Monteleone Sabino). Los únicos datos ciertos de que se dispone llevan a la bula de Anastasio IV de 1153 y a la de Lucio III de 1182 en las que se hace referencia explícita de la Iglesia de San Silvestre en Falacrina. Pero esta Iglesia es muy interesante por los restos que se conservan debajo de ella como Cripta medieval que podría estar sobre los cimientos de un antiguo templo sabino-romano[12]

- Iglesia de Santa María Asunta. Esta Iglesia conocida como Santa Maria in Piazza, surgió en 1396. Era ya objeto de restauraciones antes del terremoto de septiembre de 1979 fecha en que se cerró al público y se encuentra en restauración. Las autoridades locales están planificando su apertura al culto y como lugar cultural y turístico.

- Iglesia de San Antonio. La Iglesia de San Antonio está vinculada al convento franciscano del mismo nombre que según la tradición fue edificado junto con la fundación de Cittareale por los hermanos franciscanos. El convento se encontraba anexo a la Iglesia de San Antonio. Hoy solo existe la Iglesia.

- Santuario de la Madonna di Capodaqua.

- La Rocca de Cittareale. Ciudadela del siglo XV, hoy existen restos muy interesantes que muestran el sistema de defensa de aquella época. Según los estudiosos por la comparación estructural y de defensa con otras fortalezas y ciudadelas de la región, la Rocca podría datarse antes del siglo XIV.